# Бориана
Бориа̀на (на италиански: Borriana; на пиемонтски: Borian-a, Бориан-а) е село и община в Северна Италия, провинция Биела, регион Пиемонт. Разположено е на 350 m надморска височина. Населението на общината е 894 души (към 2010 г.).